# 加佐尼别墅

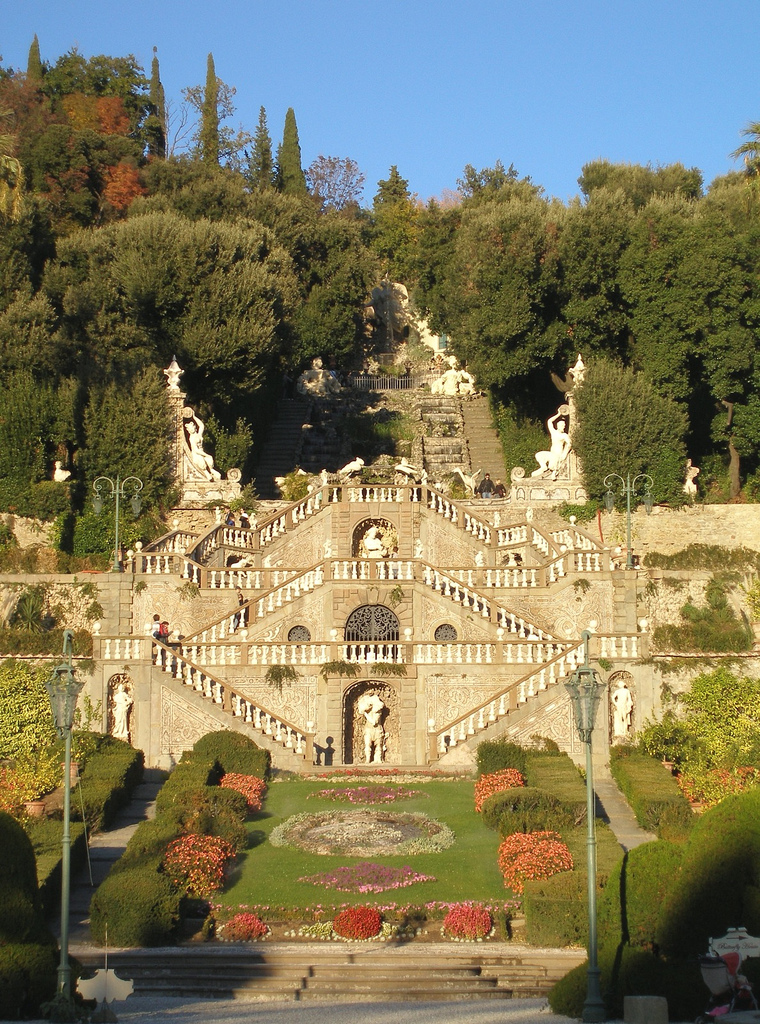
加佐尼别墅

加佐尼别墅（Villa Garzoni）是位于意大利托斯卡纳卢卡省科洛迪的别墅。花园由加佐尼家族建于1652年，到该世纪末已经出名。。其布局最大程度地利用险峻的山坡，设有瀑布以及一系列的栏杆露台和对称的台阶，与周围树木繁茂的斜坡融为一体，颇具戏剧化的巴洛克风格。
别墅在十八世纪彻底重建，直到二十世纪初属于加佐尼家族。